# Нюрнберг (филм, 2023)
„Нюрнберг“ е руски исторически драматичен филм от 2023 г., по сценарий и режисура на Николай Лебедев, за Нюрнбергските процеси. Сценарият е базиран на книгата „Завинаги и вечни“ от Александър Звягинцев.
Премиерата на „Нюрнберг“ се състои в хотел Four Seasons Moscow на 20 февруари 2023 г. и е пуснат в киносалоните в Руската федерация на 2 март 2023 г.

## Сюжет
Действието се развива шест месеца след капитулацията на Германия, когато започва процесът срещу нацистките престъпници.
Съветският разузнавач-преводач капитан Игор Волгин получава писма от брат си, художника Николай, който е в неизвестност от 1942 г. Писмата са адресирани до майка му, която умира в обсадения Ленинград. Писмата са изпратени от Нюрнберг, който се намира в американската зона на окупация на Германия. Игор Волгин, възползвайки се от необходимостта преводачи да присъстват като част от съветската делегация на Нюрнбергските процеси, пътува до Нюрнберг, за да търси брат си. По това време оцелелите фашистки нелегални организации се опитват да предотвратят Нюрнбергския процес; в него участва офицер предател от съветската делегация. Игор Волгин се запознава с рускинята Лена, която е отведена по време на войната на работа в Германия и след освобождението е вербувана от фашистките нелегални организации. Игор Волгин участва в операции по изземване на германския архив и предаване на процеса от Москва на свидетеля – генерал-фелдмаршал Фридрих Паулус. И двете операции достигат етап на провал заради офицера предател в съветската делегация. Лидерът на нацисткия нелегален режим в Нюрнберг, бившият офицер от СС Хелмут Чукът, със своя отряд се опитва да освободи или убие подсъдимите; но агентката му Лена, влюбена в съветския офицер Игор Волгин, информира Игор за тази опасност. В крайна сметка операцията, включваща есесовците, избягали от американски плен, се проваля.
В края на филма се съобщава, че Елзи, която става осиновена дъщеря на Игор и Елена Волгин и заминава с тях за Ленинград, е открила погребението[ неясно? ] на брата на Волгин, Николай, близо до Нюрнберг. Филмът съдържа заснети съдебни заседания, престрелки, сцени с експлозии, а накрая – и кинохроника.